# Mokhtar Ould Amar
Mokhtar Ould Amar fou emir de Trarza, fill i successor del seu pare Amar II Ould Ali el 1757. Només va governar uns dos anys.
Va combatre la revolta dels darrers Oulad Rizg a l'Iguidi, que s'havien aliat als Oulad Bou Zekri, fracció dels Oulad Ahmed (de Brakna). Els va derrotar i als Bou Zekri els va expulsar cap a Brakna. Fou en aquest temps quan els amazics Oulad Diman van prendre possessió de l'Iguidi on ja havien estat anteriorment, monopolitzant la collita de la goma i el seu transport a les escales del riu Senegal.
El va succeir el seu germà Ali Kouri Ould Amar (Ali el Negre fill d'Amar).